# Spider (Patience)

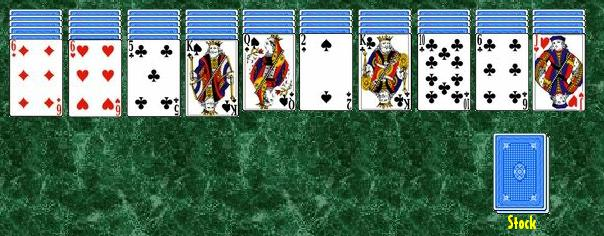
Die Spider-Auslage

Spider ist eine Patience, die mit 104 Karten (zwei Kartenspiele mit je 52 Karten) gespielt wird. Die Auslage besteht aus zehn Spalten. Die ersten vier Spalten enthalten jeweils fünf, die restlichen sechs Spalten jeweils vier verdeckt liegende Karten. Darauf wird pro Spalte jeweils eine aufgedeckte Karte gelegt. Im Talon befinden sich die restlichen 50 Karten, mit denen im Verlauf des Spiels fünf Mal jeweils zehn neue Karten ausgelegt werden können.
Ziel des Spiels ist es, die acht möglichen farbechten Familien in absteigender Folge von König bis Ass zu bilden (zum Beispiel Kreuz-König bis Kreuz-Ass). Eine vollständige Kartenfolge wird aus der Auslage herausgenommen (direkt nachdem das Ass angelegt wurde). 
Innerhalb der Auslage können die Karten in absteigender Folge ohne Beachtung der Farbe aufeinander gelegt werden, beispielsweise Karo-Acht auf Pik-Neun. Dabei können entweder einzelne Karten oder Kartenfolgen gleicher Farbe von einer Spalte in eine andere verschoben werden. Auf einem Ass kann keine weitere Karte abgelegt werden. Werden alle offenen Karten eines Stapels verteilt, deckt man die oberste verdeckte Karte dieses Stapels auf. Gibt es keine Möglichkeiten mehr, Karten innerhalb der Auslage anzulegen, wird jeweils eine Karte vom Talon auf den zehn Spalten abgelegt. Freie Spalten in der Auslage müssen vorher mit einer beliebigen Karte oder einer zulässigen Folge von Karten belegt werden. Ist der Talon aufgebraucht und in der Auslage können keine Karten mehr angelegt oder verschoben werden, bevor die acht Familien gebildet wurden, ist die Patience verloren.

## Variationen
- Schwierigkeitsgrad niedriger

Der Schwierigkeitsgrad der Patience wird niedriger, wenn nur zwei Kartenfarben für das Spiel verwendet werden. Die Wahrscheinlichkeit, dass die Patience aufgeht, wird nochmal erhöht, wenn nur eine Kartenfarbe genutzt wird.
- Schwierigkeitsgrad höher

Bei der normalen und der Zweifarben-Version wird auf eine echte Folge von König bis zur Zwei ein nicht zu dieser Folge passendes Ass gelegt. Somit ist keine farbechte Familie gebildet, die Folge kann nicht entfernt werden und die entsprechende Spalte ist für das weitere Spiel blockiert. Die Patience ist dann aufgegangen, wenn beispielsweise in der Zweifarben-Version vier echte Folgen roter Karten ein schwarzes Ass und vier echte Folgen schwarzer Karten ein rotes Ass als Abschluss haben.
Sinnvoll erscheint diese Variante bei einer Computerversion der Patience, da eine farbechte Folge automatisch aus der Auslage genommen wird, sobald das dazugehörige Ass angelegt ist. Der Spieler muss somit darauf achten, dass er das passende Ass nicht anlegt, da in diesem Fall wegen der automatischen Herausnahme der Folge die Patience gescheitert wäre.